# Satellitengestützter Krisen- und Lagedienst
|               |                                                                     |
| Besteht seit  | 2020                                                                |
| Betreiber     | Bundesamt für Kartographie und Geodäsie                             |
| Sitz          | Frankfurt am Main                                                   |
| Hauptaufgaben | Karten- und Lagedienst Fernerkundungsdienst Beratung und Schulungen |

Der Satellitengestützte Krisen- und Lagedienst (SKD) des Bundesamtes für Kartographie und Geodäsie ist ein Dienst, der Entscheidungsträgern und Einsatzkräften in der öffentlichen Verwaltung in Krisensituationen und Notlagen mit Karten, Web-Anwendungen und Dienstleistungen assistiert. Hierzu werden Satellitendaten analysiert und zusammen mit weiteren Geoinformationen sowie Fachdaten, wie z. B. Verteilungskarten, Statistiken, Points of Interest oder Topographien, zu einem Lagebild kombiniert.
Der SKD versorgt die Bundesbehörden zudem mit Fernerkundungsprodukten u. a. zur Unterstützung der zivilen und öffentlichen Sicherheit. Im Bereich der kommerziellen Fernerkundung berät der SKD den Bund, zeigt Bereitstellungswege auf und koordiniert den Bedarf der Bundesverwaltungen in diesem Bereich. Zudem werden Schulungen und Workshops für interessierte Bundeseinrichtungen durchgeführt.
Für die Erkennung und Bekämpfung von Naturkatastrophen, wie Waldbrand, Dürre oder Hochwasser, und für andere Themenbereiche, wie Großereignisse oder Gefahrenlagen, erstellt der SKD interaktive thematische Webkarten.